# Řízkování

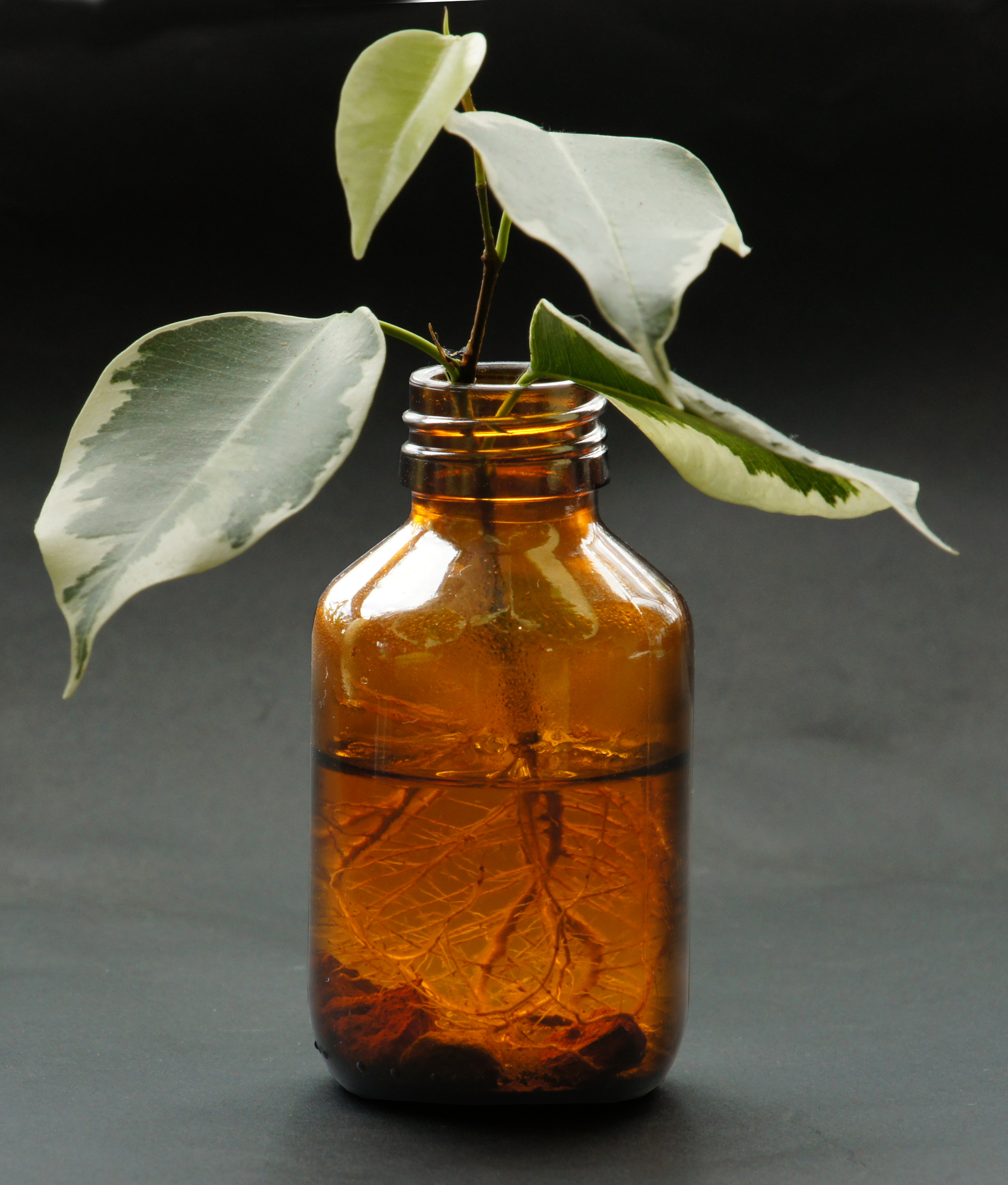
Zakořenělý řízek druhu Ficus benjamina kultivar s panašovanými listy, množený podomácku ve vodě

Řízkování rostlin je způsob vegetativního rozmnožování pomocí částí rostlin. Nejčastějším druhem řízkování je množení pomocí bylinných (zelených) nebo dřevitých řízků. Nová rostlina, která vznikne řízkováním, je klonem mateřské rostliny, má stejné vlastnosti, tudíž je geneticky shodná s mateřskou rostlinou. Řízkování má výhody i nevýhody oproti jiným způsobům množení a tyto vlastnosti se mohou výrazně lišit podle druhu rostliny. Řízkování je široce používáno v květinářství, ovocném i okrasném školkařství.
Při množení rostlin tímto způsobem je třeba dodržovat omezení daná copyrightem, patentovou ochranou, která se vztahuje na většinu nových kultivarů rostlin. Tyto rostliny takto nemohou legálně množit neoprávněné osoby.
Ekonomicky je řízkování především výhodným způsobem jak získat rostlinný materiál se stejnými a především očekávatelnými vlastnostmi, který je pak snadno využitelný v technologiích v zemědělství. Po vyšlechtění jediné rostliny s žádoucími vlastnostmi lze řízkování vytvořit tisíce zcela shodných klonů. Stejnorodost a snadnost množení daná tímto způsobem vegetativního množení má i vážné nevýhody, které se projevují zejména v případě napadení chorobami a škůdci.

## Obecně platná pravidla
K řízkování lze použít různě vyzrálé, obvykle jednoleté výhony (2–3leté výjimečně). Jednou ze základních podmínek je dobrý zdravotní stav matečné rostliny. Tyto nesmí být nejen fyziologicky oslabeny, ale ani napadeny hmyzem nebo dokonce houbovými nebo virovými chorobami.
Nejpoužívanějšími vhodnými způsoby při použití nejběžnějšího způsobu řízkování osními polovyzrálými výhony jsou:
- řízky se zakrácenou patkou – postranní větévky jsou odřezávány i s větevním kroužkem a kouskem kůry, kde je vyšší koncentrace adventivních pupenů.
- řízky bez patky s postranním řezem – u těchto řízků je spodní řez rovný (platí obecně) a na něj navazuje 1,5 cm dlouhý postranní řez, který je mělký a odstraňuje pouze vrstvu kůry, tzv. „T – řez“. Při vytvoření kalusu dochází k zvýšení naděje na vytvoření kořenů z pletiva závalu.

Řízky mají být délky 10 cm (u zakrslých druhů 4–5 cm), spodní část řízku má být vždy očištěna od postranních větévek, listů, aby nezahnívaly. Podobně se někdy odstraňují také při množení i trny a ostny. U řízků s listy (bylinné, polovyzrálé) by měly být listy částečně odstraněny i v části která zůstane nad množebním substrátem, zakráceny. Důvodem je snížení výparu.
Řízky je vhodné stimulovat chemickými prostředky (stimulátory) nebo je lze namáčet v dřevěném uhlí. U některých řízků postačí nechat řeznou ránu zaschnout. Po ošetření jsou řízky píchány do vhodného substrátu, hustě (2 cm od sebe, mezi řádky 2 cm, hluboko 2 cm) různě hluboko podle způsobu množení a termínu a také daného druhu rostliny. Řízky lze píchat do záhonů, truhlíků, i do sadbovačů.
Jako substrát pro množení je používána lehká záhřevná humózní zemina, nejčastěji směs písku a rašeliny nebo rašeliny a perlitu ale písek je mnohdy dostatečný, u některých rostlin lze použít vodu. Některé rostliny dobře zakoření bez substrátu v prostředí, které má dostatečnou vlhkost. Použitý substrát musí být desinfikován.
Po napíchání řízků do substrátu je obvykle použit vhodný fungicid omezující růst houbových chorob v substrátu. Pro zvýšení vlhkosti a udržení stabilní teplot ovzduší jsou množené řízky zakryty fólií a v případě potřeby zastíněny. Optimální teplota vzduchu pro zakořenění je 15–18 °C, stačí i 10–14 °C. Důležitá je teplota půdy, která má být u některých subtropických rostlin až 20 °C. Polovyzrálé řízky dřevin průměrně koření 4–6 měsíců. Množírnu je třeba větrat, mlžit a zalévat.
C. Loudon uvádí, že obtížněji zakořeňující rostliny lze řízkovat po předchozím nařezávání výhonu. Je zřejmé, že z následně vytvořeného hojivého pletiva později odebraný řízek spíše zakoření. Obtížně řízkovatelné a špatně kořenící rostliny lze zakořeňovat naříznutím výhonu a obalením rány pravidelně vlhčeným materiálem, rašeliníkem. Po vytvoření kořenů je výhon uříznut a vysazen, po vytvoření kalusu se stává samostatnou rostlinu. Ačkoliv je tento způsob některými zahradníky a amatéry nazýván množení „vzdušnými řízky“ a „vzdušnými odnožemi“, má blíže než k řízkování k hřížení. V odborné literatuře není mezi způsoby řízkování zmiňován.
Ve starší literatuře je zmiňován způsob řízkování s jedním očkem, jako nouzová možnost při menším množství materiálu a potřebě velkého množství nových rostlin. Na takovém řízku pouze jedno očko. Je třeba si uvědomit, že takový způsob je náročný na podmínky při množení, přímo ovlivňuje vitalitu rostlin a nároky na péči i v dalším období růstu.
Důležitá pro další vývoj je především následná péče po ujmutí řízků. U výživy řízkovanců buku se nejvíce osvědčilo použití pomalu rozpustných hnojiv (např. Osmocote, Plantacote, Silvamix). Použití hnojení na list se některým autorům jeví jako méně efektivní. Významné škody na řízkovaných venkovních rostlinách jsou způsobeny při přezimování. U buku jsou 50% ztráty již ujmutých řízků po přezimování považovány za úspěch. Péči spojenou s přezimováním řízků a mladých řízkovanců lze tedy považovat za významnou.

## Specifické výjimky v řízkování
Úspěšně řízkovat lze i ušlechtilé odrůdy očkované nebo roubované na podnože, například, révu nebo růže. je však třeba očekávat, že řízkovanci budou mít jiné vlastnosti než roubované nebo očkované (matečné) rostliny. Významné zde budou odlišnosti ve zdravotní odolnosti vůči chorobám nebo mrazu ale také v růstu. To je důvod proč nejsou ušlechtilé odrůdy obvykle množeny takto. Naopak bez problémů je tento způsob u botanických druhů růží a révy. U stromkových růží a obecně odrůd roubovaných v korunce je nevhodnost řízkovanců ušlechtilých odrůd pro toto pěstování zcela zřejmá.
Při množení kaktusů zůstávají řízky na suchém písku, dokud řezné rány nezaschnou. Obvykle řízky zůstávají položeny na suchém písku dokud nevytvoří základy kořenů. Někteří autoři doporučují ale po zaschnutí zálivku se stimulátory.
Jehličnany lze množit řízky téměř celoročně, mimo března a dubna. Nejlépe zakoření řízky z mladých rostlin, používány jsou řízky s patkou.

Některé druhy rostlin zakoření během týdnů (zimolez), byliny (rajské jablko, surfínie, scindapsus) i během dnů. Některé stálezelené dřeviny (zimostráz) a jehličnany (jalovec) zakořeňují měsíce. 

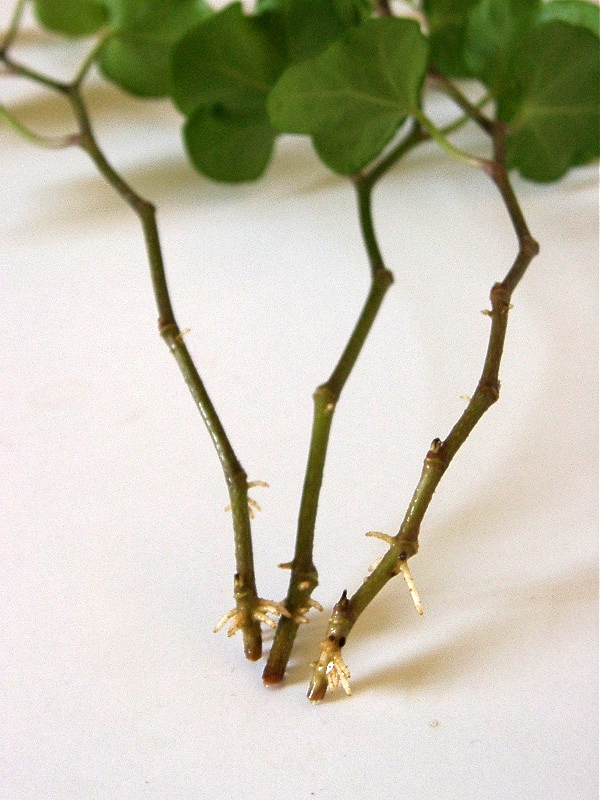
Bylinné řízky břečtanu kořenící ze spících oček, nejspíše ve vodě. Ochranné pletivo, kalus, se na řezu dosud nevytvořilo.

Zvláštností jsou „očkové řízky“. V měsíci červenci až srpnu jsou z polovyzrálých výhonů vyříznuty očka i se štítkem dřeva, tak jak je tomu u očkování. Očko je vtlačeno řeznou ranou na množárně do substrátu. Tímto způsobem bylo zkoušeno na konci 20. století množení novinek např. javor japonský a dlanitolistý, vilín, šácholan aj. Zakořeňování očkového řízku trvá asi 3 týdny, rostliny jsou slabé, ale je jich více než při jiném způsobu řízkování.

## Rozdělení řízkování
Některé druhy rostlin specificky lépe reagují a rozvíjejí se při určitém typu řízkování v daných specifických podmínkách a zejména v určitém období. Některé druhy rostlin rychle zakoření z nevyzrálých bylinných řízků s listy na přímém světle, jiné druhy vytváří dlouho kalus a pomalu koření, i celé měsíce z dřevitých vyzrálých řízků, v temnu a stabilní teplotě. Další druhy nejlépe reagují při množení kořenových nebo listových řízků. Většina rostlin vyžaduje během zakořeňování vlhký substrát, ale nařízkované kaktusy a některé sukulenty vytvářejí první kořeny nejlépe na suchém písku. Někdy řízky nesmí zavadnout, jindy řízky musí zavadnout, nebo jindy ránu musí pokrýt latex aby nedošlo k vyschnutí, a u opět jiného druhu je doporučeno řízek vložit do vody, aby ránu nepokryl latex a lépe došlo k zakořenění. Jsou dřeviny které lze řízkovat s vysokou úspěšností a dřeviny, které takto snadno množit nelze.
Mnohé druhy lze ale úspěšně množit řízkováním více způsoby. Řízkování je ale často velice specifickou operací pro daný druh a podmínky.
Řízky lze obecně dělit podle toho z jaké části rostliny jsou řízky získávány z –
- kořene
- výhonu
- listu

Řízky z výhonu lze dále dělit na
- vrcholové
- osní

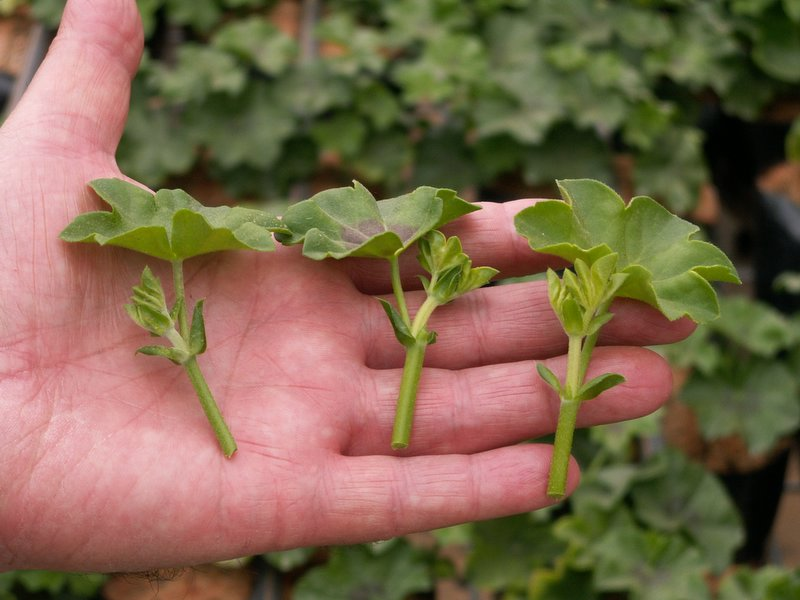
Bylinné řízky, pelargonium p.

Podle vyzrálosti výhonu nebo rostlinné části lze řízky dělit
- bylinné
- dřevité
- polodřevité

### Bylinné řízky
Firmy které mají dostatečně velké skleníkové a pařeništní prostory, dávají bylinným řízkům při rozmnožování přednost před dřevitými řízky. Důvodem je především fakt, že tento způsob lze použít i u dřevin, které z dřevitých řízků špatně nebo velmi pomalu koření. Mladé řízkované rostliny, které jsou původem z bylinných řízků bývají také zakořenělé a jsou jednotnějšího vzrůstu. Významnou výhodou je rychlé vytváření kalusu a kořenů, nejvážnější nevýhodou náchylnost k zavadání a hnití.
Bylinné řízky jsou běžným způsobem množení pokojových rostlin a trvalek. Řízky jsou odebírány podle druhu rostliny, někdy jsou nejvhodnější zelené řízky z vrcholových částí stonku (výhonu) nebo jako osní řízky, ale často jsou použity i řízky z postranních letorostů, když dorostou asi 8 cm, obvykle v květnu až červnu. U některých dřevin, například u rybízu, se jako bylinné řízky odebírají v červnu až červenci polovyzrálé řízky, s tím, že je rozlišeno pouze množení polovyzrálými řízky (nazývané někdy bylinnými řízky) a dřevitými řízky. Jako bylinné řízky mohou být použity řízky odebrané z bylin, keřů během růstu, ale někdy jsou používány řízky z přirychlených keřů. Rozdíl mezi bylinnými řízky tkví ve vyzrálosti tkání a tím často i nezbytné intenzivnější péči o řízkovance.
Bylinný řízek však nikdy nesmí být příliš vodnatý, neboť podléhá snáze houbám a bakteriózám nebo rychleji vadne, ale ani již dřevnatý, protože pomaleji nebo špatně koření. Listy jenž by byly pod povrchem se odstraňují, obvykle se odstraňují i trny. Čepele listů, jež zůstávají nad povrchem množárenského substrátu, se zakracují asi o 1/4—1/2, aby byl omezen výpar. Úplné odstranění listů však může vést k vyzrání řízku a zpomalení zakořeňování.
Použití fungicidů při tomto způsobu množení je velmi vhodné a zvýšení vzdušné vlhkosti je nezbytné. Řízky se píchají do skleníků nebo pařenišť, do polostínu, s vyšší teplotou a vysokou vlhkostí vzduchu. Osvědčily se rovněž fólníky.
Některé druhy okrasných rostlin používaných jako balkonové květiny, například pelargónie, jsou bylinnými řízky obvykle množeny v předjaří. Důležitá je vyšší teplota substrátu při zakořeňování.

### Polovyzrálé řízky
Polovyzrálé řízky lze použít u většiny druhů dřevin, které lze množit řízkováním. Mimo běžné množení z matečnic je v 21. století časté a propagované množení bez použití matečnic, kdy jsou řízky odebírány ze zakořenělých mladých řízkovanců. Zejména u jehličnanů jsou používány řízky s tzv. „patkou“ staršího dřeva. Výhodou je lepší zakořenění a vyšší vitalita u většiny dřevin. Polovyzrálé řízky nesmí být dřevnaté, hůře a dlouho zakořeňují. Vhodnost se pozná při ohýbání letorostu, vyzrálé části jdou špatně ohnout, málo vyzrálé se ohnou příliš snadno a jsou často křehké. Odběr upravení a píchání řízků probíhá jako u bylinných řízků.
Polovyzrálé řízky jsou u opadavých dřevin odebírány nejčastěji v červnu až červenci a u stálezelených v červenci až srpnu. Některé druhy dřevin (například břečťan) lze tímto způsobem množit takřka kdykoliv.

### Dřevité řízky
Dřevité řízky jsou nejméně náročné na odborné znalosti i pracnost. Řízky jsou odebírány obvykle v době vegetačního klidu , po opadu listů z listnatých dřevin, z plně vyzrálých letošních výhonů. Letorosty „s patkou“ koření lépe.
Řízky řezány z bujných letorostů obvykle o velikosti (průměru) tužky, s ohledem na očko (se smysluplnou výjimkou několika druhů, například tamaryšku) tak, aby výhon začínal a končil očkem. Spodní řez je doporučen šikmý. Dřevité řízky jsou ve svazcích ukládány do jara ve vlhku, obvykle ve vlhkém písku, v mrazuprosté místnosti při teplotě asi 10 °C. Na jaře je často na řezných plochách řízků již znatelné zacelení řezu (kalus) nebo i tvoření kořenů. Dřevité řízky jsou na jaře rozděleny jednotlivě a umístěny přímo do záhonu, je doporučeno namulčování záhonu fólií.

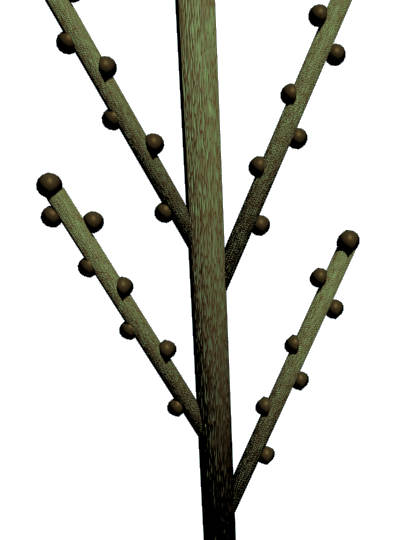
Řízkování větvička
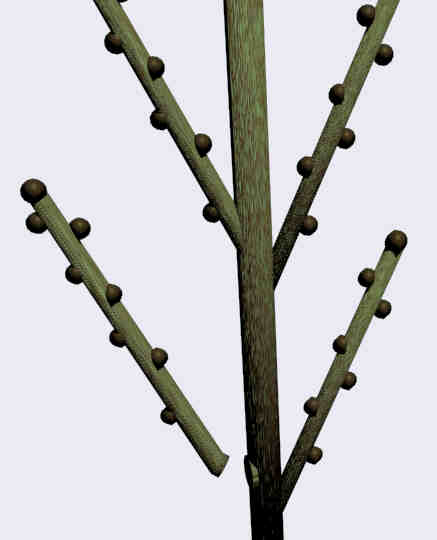
Řízkování, odebraný řízek s patkou
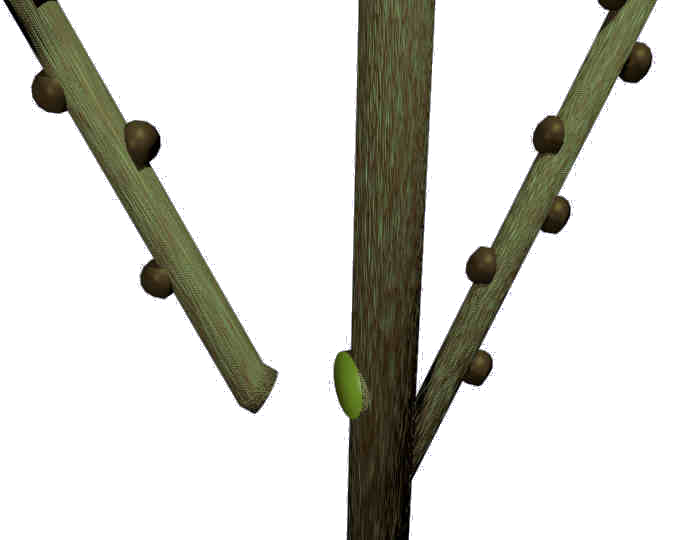
Řízkování, odebraný řízek s patkou
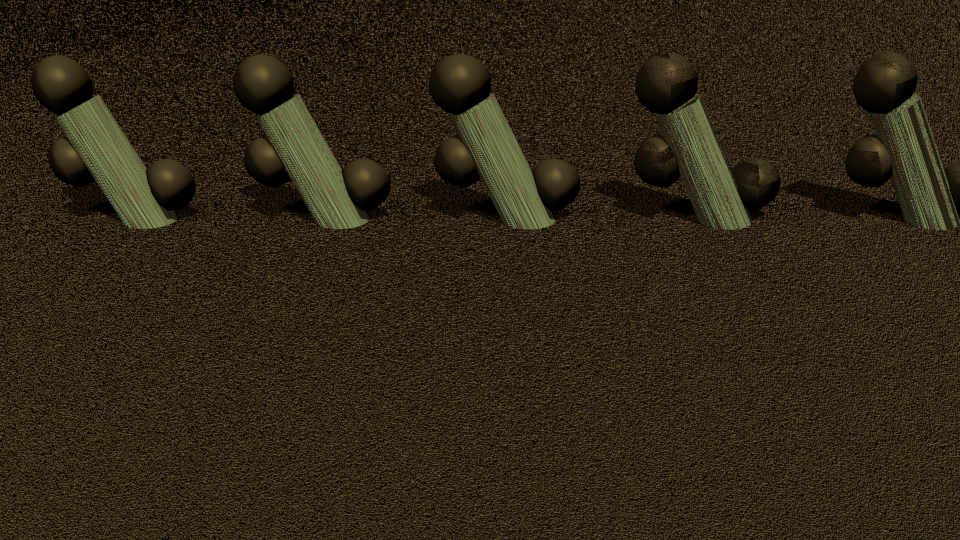
Řízkování, odebraný řízek s patkou, v substrátu
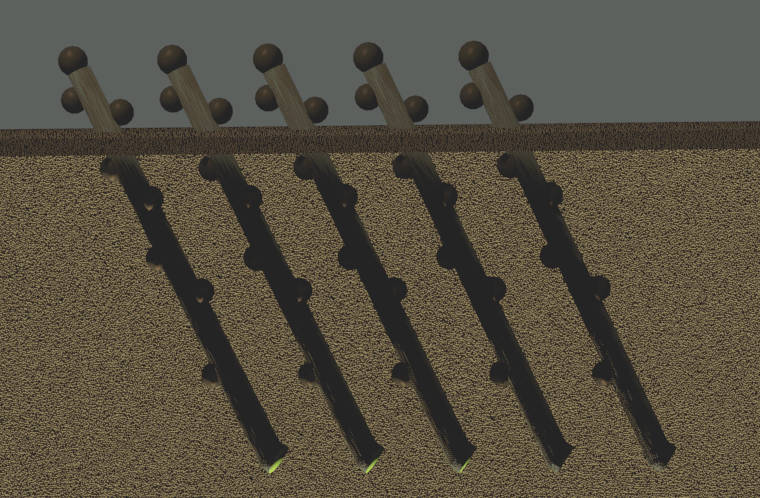
Řízkování, odebraný řízek s patkou, v substrátu

### Kořenové řízky
Množení kořenovými řízky lze využít u druhů se silnějšími kořeny. Na podzim jsou odebrány z matečních rostlin části kořenů o přibližné síle 0,5 až 2 cm. Odebrané kořeny jsou uloženy přes vegetační klid do vlhké rašeliny v mrazuprosté místnosti při teplotě asi 10 °C. V lednu jsou kořeny rozřezány na řízky dlouhé 10 cm a umístěny ve stejném prostředí do nádob tak, aby nevysýchaly. Kořenové řízky mají udržovány i pod zálivkou tak, aby substrát nikdy nebyl suchý. Někteří autoři považují za vhodný substrát k množení kořenovými řízky písek. Na světlo a teplo jsou nádoby přeneseny po zakořenění a vyrašení.
Kořenovými řízky lze snadno množit některé odnožující druhy růží a popínavé rostliny, jako například podražec .

## Řízkování jehličnanů
Řízkování jehličnanů je u některých druhů nejúživanější formou rozmnožování. Je používán obvykle u odrůd a forem jehličnanů, ale i u některých druhů, kde není získáváno hodnotné semeno, nebo tam kde je řízkováním sazenice rychleji vypěstována než ze semene.
Řízky je rozmnožován především zerav, zeravec, cypřišek, jalovec, tis a některé druhy smrku. Řízkování je prováděno v srpnu a v září, kdy jsou letorosty poněkud vyzrálejší. K řízkování jsou používány postranní větvičky odebírané nejlépe s patkou. Z řízku jsou jehlice odstraněny nožem. Při odtrhávání by došlo k poškození pokožky. Zakořenění trvá 6 až 12 týdnů ale i 6 měsíců, podle druhu a podmínek. Je vhodné řízky umístit v poloteplém skleníku nebo v pařeništi. Mladé řízkovance na podzim špatně přežívají zimní mrazy a střídání počasí v předjaří. Obvykle jsou proto řízky až na jaře nahrnkovány a potom umístěny do trvalého záhonu, kde je o mladé rostliny dále pečováno.

## Matečné rostliny
Mateční rostliny, jejich kvality, zejména bujnost růstu a stáří, přímo ovlivňují kvality řízků. Matečnice pro odběr řízků jsou doporučeny do stáří 10 let, je uváděno optimální stáří do 5 let. O matečné rostliny musí být co nejlépe pečováno, mnohdy jsou uchovávány v umělých podmínkách trvalých záhonů nebo skleníků, kde je o ně pečováno závlahou, hnojením a vytápěním.
Náklady spojené s udržováním matečnice výrazně snižuje metoda v ČR používaná od konce 20. století, která spočívá v odběru řízků z mladých řízkovanců, nedávno zakořenělých rostlin. Výhodou je také velmi dobrá možnost kontroly zdravotního stavu matečných rostlin a dobré zakořeňování a odebraných řízků. Matečné rostliny jsou, poté co obrazí po řezu, prodávány jako běžné rostliny. Jsou starší, lépe zapěstované a tedy obvykle v lepším stavu než mladší neseřezané zakořenělé řízky. Jednorázové použití řízkovaných rostlin jako matečnice je mnohostrannou výhodou.

## Stimulátory růstu
K zlepšení zakořenění řízků mohou být použity látky s desinfekčním účinkem nebo hormony. O jejich významu se diskutuje, v praxi se postupy velmi liší. Směsi látek podporující růst kořenů jsou obvykle založeny na auxinech, především jde o kyselinu indol-3-octovou (IAA), kyselinu naftyloctovou (NAA), nikotinovou a dalších. Tyto růstové hormony jsou součástí komerčně vyráběných výrobků. Někdy jsou doporučovány různé doma vyrobené směsi.
Obecně jsou stimulátory považovány za méně důležité v podnicích s dobrou péčí o řízky a řízkovance. Někdy je v praxi preferováno vložení řízku do prášku z dřevěného uhlí před pícháním do substrátu.

## Množárenský substrát
Jako substrát pro množení je používána lehká záhřevná humózní zemina, nejčastěji směs písku a rašeliny nebo rašeliny a perlitu. Je používána i směs rašeliny, písku a pěnového polystyrénu. Do směsi může být přidána i pemza nebo mletá struska. Používá se vrstva substrátu nejméně 10 cm vysoká. Množárenský substrát je vhodné dezinfikovat vřelou vodou.

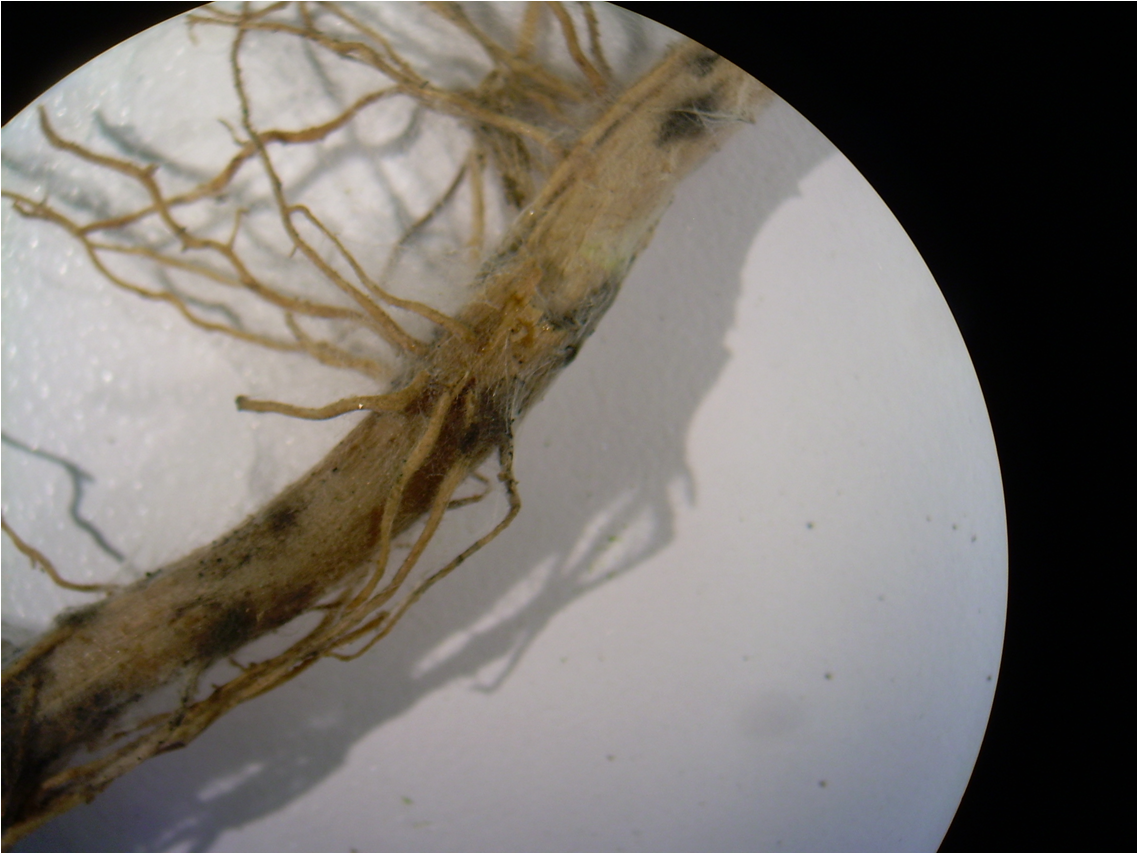
Kořenomorka Rhizoctonia solani

Jako vhodný substrát je někdy používána čedičová vlna (skelná vata) nebo pěnové hmoty na bázi polyuretanu (Multopren, Baystrat). Zřejmou výhodou je sterilita a vhodné fyzikální vlastnosti. V uvedených hmotách jsou řízky vyživovány živným roztokem. Nevýhodou uvedených způsobů jsou nároky na čištění a desinfekci roztoku, kterým se jinak snadno šíří choroby.
Testována byla pro rozmnožování řízků i aeroponie, zakořeňování řízků na vzduchu. Během zakořeňování jsou bylinné řízky ostřikovány roztokem z trysek v umělém osvětlení a v atmosféře s vysokou vlhkostí. Řízky jsou pravidelně vystavovány UV záření pro desinfekci.

## Patogenní organismy napadající řízky
Chemická ochrana a prevence během zakořeňování řízků je velmi důležitá. Půdní houby jako pythium, srpovnička (Fusarium) nebo obávaná choroba fytoftorová hniloba (Phytophthora cinnamomi) napadají řízky a způsobují významné škody. Ovšem i obyčejná plíseň šedá může ve vhodných podmínkách během několika dnů zničit tisíce nadějných řízků. Nejčastěji jsou chorobami napadány polovyzrálé řízky nebo bylinné řízky, které jsou zakořeňovány ve vyšších teplotách a při vyšší vzdušné vlhkosti.
Úhyn řízků může být také způsoben napadením polyfágní půdní houbou kořenomorka bramborová (Rhizoctonia solani). Napadení se projevuje po napíchání řízků v ohniscích, černáním řízků od základu a hnilobou kořenových vlásků. Symptomem jsou tmavě hnědé vodnaté skvrny na listech zakořenělých rostlin. Infikované řízky nebo mladé rostliny odumírají. Infekce se může projevit za 1–2 roky od prvotního napadení, poté nastává rychlý úhyn celého keříku. Projevy choroby ovlivňuje stres způsobený rostlině vlivem nevhodného prostředí. Hniloba se rychle šíří při teplotě 17 až 26 °C. K omezení choroby pomáhá preventivní zálivka půdními fungicidy obsahujícími účinné látky captan, iprodione nebo thiophanate-methyl a odstranění napadených řízků a rostlin. 
I slabý pohyb vzduchu v množárně způsobený větráním omezuje klíčení houbových spor. Aby bylo omezeno šíření chorob je třeba každodenní péče stínováním, větráním a regulací teploty. Zdravotní stav a preciznost provedení řízků má rovněž vliv na zakořenění. K omezení houbových chorob jsou používány půdní fungicidy (Previcur) a postřiky proti plísním.
Do značné míry napadení může být zabráněno použitím dezinfikovaného substrátu a nádob a omezením množství listové plochy u zelených řízků. Zdrojem infekce mohou být napadené řízky, infikovaný substrát či závlahová voda.